# Van Johnson
Charles Van Dell Johnson (25 d'agost de 1916 - 12 de desembre de 2008) va ser un actor de cinema, televisió, teatre i ràdio estatunidenc. Va ser una estrella important a Metro-Goldwyn-Mayer durant i després de la Segona Guerra Mundial.
Johnson va ser descrit com l'encarnació de la "saluïtat del noi de la porta del costat" que el va convertir en una estrella popular de Hollywood als anys 40 i 50, interpretant "el soldat, el mariner pelroig i amb cara de pigues o pilot de bombarders que solia viure al carrer" a les pel·lícules de la MGM durant els anys de la guerra, amb pel·lícules com Thirty Seconds Over Tokyo, A Guy Named Joe, i The Human Comedy. Va fer pel·lícules ocasionals de la Segona Guerra Mundial fins a finals de la dècada de 1960, i va interpretar a un oficial militar en un dels seus últims llargmetratges el 1992. En el moment de la seva mort, el 2008, era un dels darrers matinee idols de l'era daurada de Hollywood.

## Primers anys
Johnson va néixer a Newport (Rhode Island), fill únic de Loretta (née Snyder) i Charles E. Johnson, lampista i més tard venedor d'immobles. El seu pare va néixer a Suècia i va arribar als Estats Units quan era nen, i la seva mare tenia ascendència Pennsylvania Dutch. La seva mare suposadament era una alcohòlica que va abandonar la família quan ell era un nen, i no tenia bona relació amb el seu pare.

## Carrera

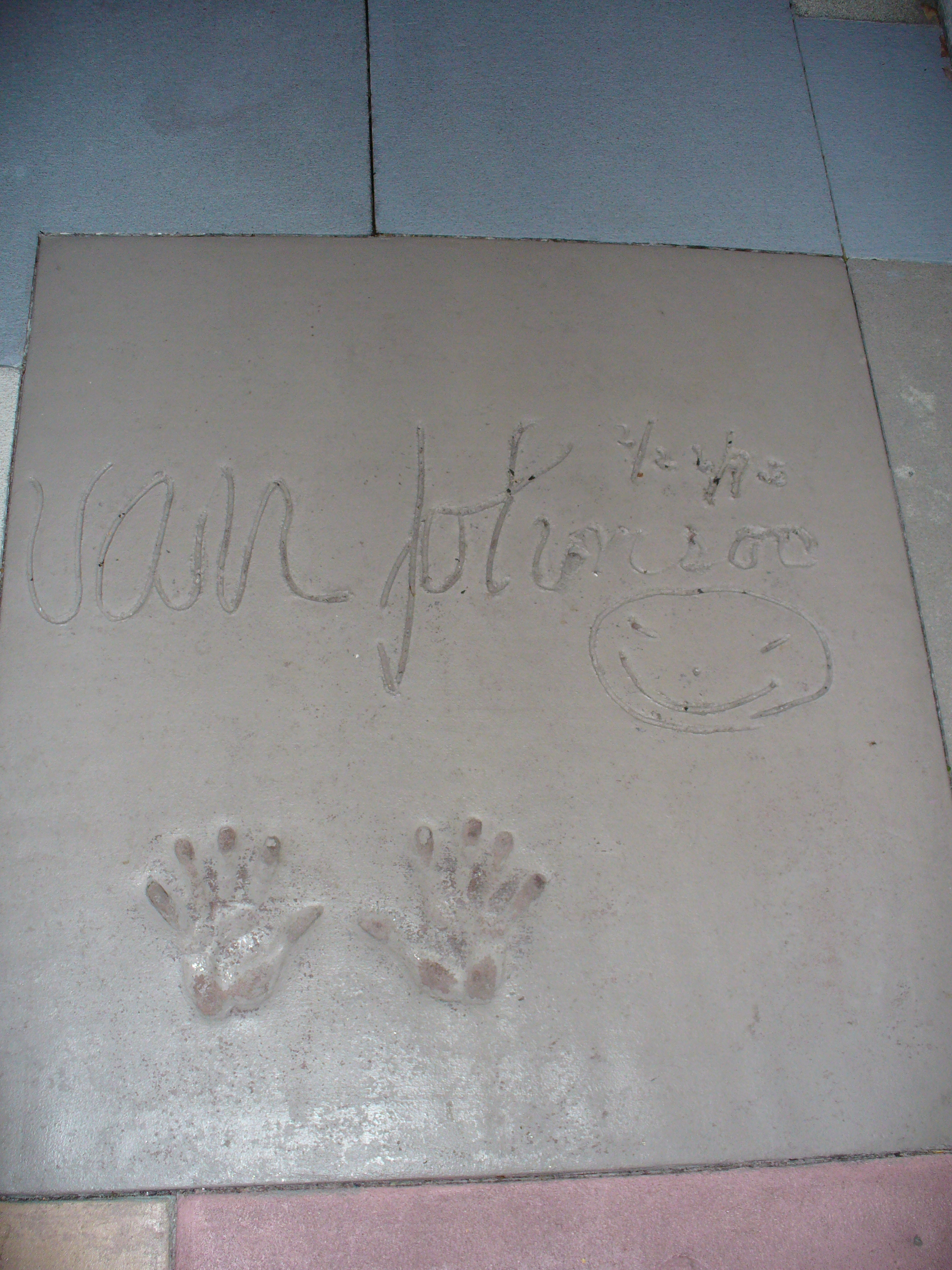
Empremta de les mans de Van Johnson davant de The Great Movie Ride al parc temàtic Disney's Hollywood Studios de Walt Disney World

Johnson va actuar als clubs socials de Newport mentre estava a l'escola secundària. Es va traslladar a la ciutat de Nova York després de graduar-se el 1935 i es va unir a la revistaoff-Broadway Entre Nous.

### Broadway
Johnson va fer una gira per Nova Anglaterra en un grup de teatre com a ballarí substitut, però la seva carrera com a actor va començar seriosament a la revista de Broadway New Faces of 1936. Va tornar al cor després d'això i va treballar a les estacions d'estiueig prop de la ciutat de Nova York. L'any 1939, el director i dramaturg George Abbott el va presentar per a Too Many Girls de Rodgers and Hart en el paper d'universitari i com a suplent dels tres protagonistas masculins. Va tenir un paper no acreditat a l'adaptació cinematogràfica de Too Many Girls, que van protagonitzar Lucille Ball i Desi Arnaz, després Abbott el va contractar com a un noi del cor i el substitut de Gene Kelly a Pal Joey.

### Warner Bros
Johnson estava a punt de tornar a Nova York quan Lucille Ball el va portar al restaurant Chasen's, on el va presentar al director de càsting de la MGM, Billy Grady, que estava assegut a la taula del costat. Això va fer que els estudis de Hollywood fessin proves de pantalla. La seva prova a Columbia Pictures no va tenir èxit, però Warner Brothers li va fer un contracte per 300 dòlars setmanals. Va ser seleccionat com a reporter becari al costat de Faye Emerson a la pel·lícula de 1942 Murder in the Big House. Les seves celles i els cabells es van tenyir de negre per al paper. La bona aparença i el comportament fàcil de Johnson no s'adaptaven a les pel·lícules dures que Warner va fer en aquell moment, i l'estudi el va abandonar quan va expirar el seu contracte de sis mesos.

### MGM
Johnson aviat va signar amb Metro-Goldwyn-Mayer. L'estudi li va oferir classes d'actuació, parla i dicció. Després va tenir un paper no acreditat com a soldat a Somewhere I'll Find You (1942). Va cridar l'atenció en una petita part a The War Against Mrs. Hadley (1942), i això va animar a MGM a llançar-lo a la seva sèrie de llarga durada Dr. Kildare protagonitzada per Lew Ayres com el Dr. Kildare i Lionel Barrymore com el Dr. Gillespie; la carrera d'Ayres es va veure afectada pel fet de ser objector de consciència, de manera que la sèrie es va centrar en el Dr. Gillespie com a mentor de nous metges. Johnson va interpretar al Dr. Randall Adams a Dr. Gillespie's New Assistant (1942).
Llavors, MGM va triar Johnson com el germà soldat de Mickey Rooney a The Human Comedy (1943), un gran èxit. Va tornar com a Randall Adams a Dr. Gillespie's Criminal Case (1943) i va tornar a portar uniforme a Pilot No. 5 (1943). Va tenir un petit paper com a reporter a Madame Curie (1943).

### A Guy Named Joei estrellat
La gran oportunitat de Johnson va ser a A Guy Named Joe, protagonitzada per Spencer Tracy i Irene Dunne, on va interpretar un jove pilot que suplanta un pilot mort com el seu àngel de la guarda. A mitja producció de la pel·lícula l'any 1943, Johnson es va veure implicat en un greu accident de cotxe que eli va suposar una placa metàl·lica al front i una sèrie de cicatrius a la cara que la cirurgia plàstica de l'època no va poder corregir ni ocultar completament; va utilitzar maquillatge pesat per amagar-los durant anys. MGM volia substituir-lo a A Guy Named Joe, però Tracy va insistir que se li permetés acabar la pel·lícula, malgrat la seva llarga absència. La pel·lícula va ser un gran èxit, va obtenir un benefici de més d'un milió de dòlars i va suposar el llançament de Johnson com a estrella.

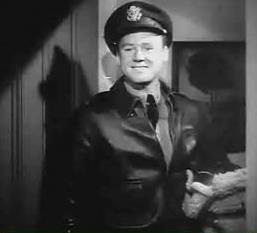
Johnson, a Thirty Seconds Over Tokyo (1944)

Les ferides de Johnson per l'accident de cotxe el van eximir del servei durant la Segona Guerra Mundial. Molts altres actors estaven servint a les forces armades, de manera que l'accident va beneficiar molt la carrera de Johnson. Més tard va dir: "Érem cinc. Hi havia Jimmy Craig, Bob Young, Bobby Walker, Peter Lawford i jo mateix. Tots es van provar per a la mateixa part "tot" el temps." Johnson estava molt ocupat, sovint interpretant a soldats; va fer broma d'aquest període: "Recordo... acabar un dijous al matí amb June Allyson i començar-ne un de nou dijous a la tarda amb Esther Williams. No sabia a quina branca del servei em trobava!"
MGM va construir la imatge de Johnson com el xicot totalment estatunidenc en drames i musicals bèl·lics. El seu primer paper destacat en una pel·lícula "A" va ser el musical Two Girls and a Sailor (1944) que va ser un gran èxit; va ser la seva primera pel·lícula amb June Allyson. Va tenir un paper més petit a The White Cliffs of Dover (1944), després va repetir el seu paper de Dr. Adams a 3 Men in White (1944).

### Cim de la carrera a la postguerra
Johnson va interpretar a Ted Lawson a Thirty Seconds Over Tokyo (1944) que explicava la història de l'atac de Doolittle a Tòquio l'abril de 1942. Va interpretar al Dr. Adams per última vegada a Between Two Women (1945). Va protagonitzar Thrill of a Romance (1945), un musical amb Esther Williams, i Week-End at the Waldorf (1945), un musical remake de Grand Hotel amb Lana Turner, Walter Pidgeon i Ginger Rogers. El 1945, va empatar amb Bing Crosby com a principals estrelles de taquilla.
Es va reunir amb Williams a Easy to Wed (1946), un remake musical de Libeled Lady. Va donar suport a Spencer Tracy i Katharine Hepburn a State of the Union (1948), i va donar suport a Clark Gable i Pidgeon en el drama de guerra Command Decision (1948).

### MGM sota Dore Schary
20th Century Fox va agafar en préstec a Johnson per fer la comèdia Mother Is a Freshman (1948) amb Loretta Young. De tornada a la MGM, li van donar un paper a la pel·lícula noir Scene of the Crime (1949). El 1949, va protagonitzar amb Judy Garland In the Good Old Summertime, que també va marcar la primera aparició al cinema de Liza Minnelli com la filla petita de Garland i Johnson. Després va treballar a Battleground (1949), una pel·lícula sobre l'ofensiva de les Ardenes produïda pel nou cap d'estudi de MGM Dore Schary.

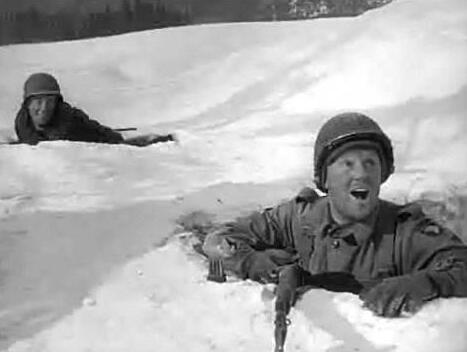
Johnson va continuar protagonitzant drames bèl·lics després de la finalització de la guerra, inclòs Battleground (1949).

Johnson va fer la comèdia The Big Hangover (1950), després es va reunir amb Williams a Duchess of Idaho (1951). Va aparèixer a la comèdia romàntica Three Guys Named Mike (1951). Va interpretar un oficial al capdavant de les tropes japoneses-americanes del famós 442è Regiment de Combat a Europa a la pel·lícula produïda per Schary Go for Broke! (1951). Va tenir un petit paper a It's a Big Country (1951) i es va reunir amb Allyson per a Too Young to Kiss (1951). MGM el va prestar a Columbia per El motí del Caine (1954) en el paper de Stephen Maryk. Es va negar a permetre l'ocultació de les seves cicatrius facials quan es maquillava com a Maryk, creient que milloraven l'autenticitat del personatge. Herman Wouk descriu que Maryk té "trets lletjos però no desagradables" a la novel·la. Un comentarista va assenyalar anys més tard que "Humphrey Bogart i Jose Ferrer remenen tots els escenaris d'aquest drama marítim, però és el personatge de Johnson, el tinent Steve Maryk, dolorosament ambivalent i no gaire brillant, qui uneix tota la pel·lícula". La revista Time va comentar que Johnson "era un millor actor del que Hollywood normalment li permetia ser."
A continuació, Johnson es va fer equip amb Gene Kelly com a segon protagonista sardònic de Brigadoon (1954). Va tenir el lideratge a  L'última vegada que vaig veure París (1954), la seva darrera pel·lícula per a MGM. Tenia un contracte de cinc anys amb Columbia per fer una pel·lícula a l'any.

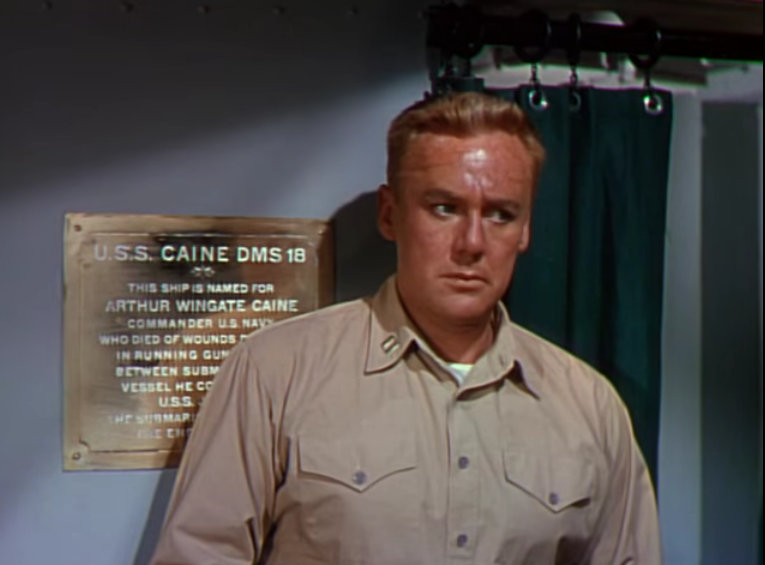
La interpretació elogiada per la crítica de Johnson a El motí del Caine (1954) va ser el seu paper més notable post-MGM.

A diferència d'altres estrelles d'aquella època, Johnson no es va ressentir de les restriccions del sistema d'estudi. El 1985, va dir que els seus anys a la MGM van ser "una gran família feliç i un petit regne". "Ens donaven tot, des de les lliçons de cant fins a les menges. L'únic que havíem de fer era inspirar, exhalar i ser encantadors. Solia tenir por de sortir de l'estudi per sortir al món real, perquè per a mi l'estudi era el món real."

### Autònom
Durant la dècada de 1950, Johnson va continuar apareixent a pel·lícules i també va aparèixer amb freqüència en aparicions de convidat a la televisió. Va aparèixer com a convidat misteriós de la celebritat a What's My Line?, que es va emetre el 22 de novembre de 1953, però no va ser interrogat pel panell a causa d'un avís previ de la seva aparició. Després va tornar a aparèixer el 22 de maig de 1955 i va ser endevinat per Fred Allen. Va estar a The End of the Affair (1955) a Columbia i després va fer The Bottom of the Bottle (1956) a Fox. Va rebre crítiques favorables per a la pel·lícula dramàtica de 1956 Miracle in the Rain, protagonitzada per Jane Wyman, en la qual va interpretar un jove soldat de bon cor que es preparava per anar a la guerra, i al misteri 23 Paces to Baker Street, en què interpretava un dramaturg cec que residia a Londres. Va tornar a MGM per Slander (1956) i Action of the Tiger (1957).
Johnson va aparèixer com el personatge principal de la molt valorada The Pied Piper of Hamelin, una versió musical del poema de Robert Browning, ambientat amb la música d'Edvard Grieg. Amb Claude Rains en el seu únic paper de cantant i ballant, es va emetre el 26 de novembre de 1957, com a part dels especials de la setmana d'Acció de Gràcies de la NBC. El programa va tenir tant èxit que va generar un àlbum discogràfic i es va repetir el 1958. Sindicat a moltes emissores locals, es va repetir anualment durant molts anys en la tradició d'altres especials de vacances.
El 19 de febrer de 1959, Johnson va aparèixer a l'episodi "Deadfall" del Dick Powell's Zane Grey Theatre de CBS en el paper de Frank Gilette, un antic proscrit acusat falsament de robatori de bancs. Està enquadrat per Hugh Perry, un fiscal corrupte interpretat per Harry Townes, i per Deputy Stover, interpretat per Bing Russell. Condemnat pel robatori, Gilette és capturat per fora de la llei mentre anava a la presó, i el xèrif, Roy Lamont, interpretat per Grant Withers, és assassinat.
El 1959, Johnson va rebutjar l'oportunitat de protagonitzar Eliot Ness a The Untouchables, que es va convertir en una sèrie de televisió d'èxit amb Robert Stack com a Ness.
Johnson va interpretar com a estrella convidada Joe Robertson, amb June Allyson i Don Rickles, a l'episodi de 1960 "The Women Who" de la sèrie d'antologia de la CBS The DuPont Show with June Allyson. El 1961 Johnson va viatjar a Anglaterra per protagonitzar la producció de Harold Fielding de The Music Man a l'Adelphi Theatre de Londres. L'espectacle va gaudir d'una durada reeixida de gairebé un any, amb Johnson interpretant el paper principal d'Harold Hill amb gran aclamació.
El 1968 va estar a la reeixida pel·lícula de la MGM Your Mine and Ours juntament amb Lucille Ball i Henry Fonda.
Johnson també va actuar com a estrella convidada a Batman com "The Minstrel" en dos episodis (39 i 40) el 1966. A la dècada de 1970, va aparèixer a Here's Lucy, Quincy, M.E., McMillan & Wife i Love, American Style. Va interpretar un personatge principal a la minisèrie de 1976 Rich Man, Poor, i va ser nominat a un Premi Emmy en hora de màxima audiència per aquest paper. A la dècada de 1980, va aparèixer en un episodi de S'ha escrit un crim d'Angela Lansbury juntament amb June Allyson. També va aparèixer en un episodi especial de dues parts de The Love Boat, "The Musical: My Ex-Mom; The Show Must Go On; The Pest, Parts 1 and 2", que es va emetre el febrer. 27, 1982, protagonitzat per Ann Miller, Ethel Merman, Della Reese, Carol Channing i Cab Calloway.
A la dècada de 1970, després de lluitar dues vegades contra el càncer, Johnson va començar una segona carrera a teatres d’estiu i restaurants. El 1985, tornant a Broadway per primera vegada des de Pal Joey, va ser seleccionat per al paper protagonista del musical La Cage aux Folles. En aquest mateix any va aparèixer en un paper secundari a La rosa porpra del Caire de Woody Allen. Als 75 anys va fer una gira amb Show Boat com el capità Andy. La seva última aparició al cinema va ser a Three Days to a Kill (1992). El 2003, va aparèixer amb Betsy Palmer per a tres actuacions de Love Letters d’A. R. Gurney en un teatre de Wesley Hills, Nova York.

## Vida personal
Johnson es va casar amb l'antiga actriu teatral Eve Abbott (1914–2004) el 25 de gener de 1947, l'endemà que es fes efectiu el seu divorci amb l'actor Keenan Wynn. La seva filla Schuyler va néixer el 1948. Amb aquest matrimoni, Johnson va tenir com a fillastres Edmond Keenan (Ned) i el guionista Tracy Keenan Wynn. En una declaració d'Eve, publicada després de la seva mort als 90 anys, va dir que MGM havia dissenyat el seu matrimoni amb Johnson per encobrir la seva suposada homosexualitat. "Necessitaven que la seva 'gran estrella' es casés per sufocar els rumors sobre les seves preferències sexuals i, per desgràcia, jo era "l'única dona amb qui es casaria." Comentant les seves complicades relacions, el pare de Keenan Wynn Ed Wynn va dir: "No puc mantenir-los rectes. Evie estimava Keenan. Keenan estima Evie. Van estima Evie. Evie estimava Van. Van estimava Keenan. Keenan estimava Van."
El biògraf de Johnson, Ronald L. Davis, escriu que "sembla que era ben conegut a la capital del cinema" que Johnson tenia tendències homosexuals, però això mai va ser informat ni insinuat pels columnistes de diaris o els escriptors de revistes de cinema durant l'època en què Johnson feia pel·lícules. L'executiu de l'estudi Louis B. Mayer va fer un gran esforç per sufocar qualsevol escàndol potencial sobre Johnson i qualsevol dels seus actors-amics dels quals Mayer sospitava que eren homosexuals. El matrimoni de Johnson amb Eve Abbott va acabar quatre anys després de la mort de Mayer quan Johnson, actuant com el professor Harold Hill a The Music Man al West End a Londres, va començar una aventura amb un ballarí a la producció, segons el seu fill Ned Wynn. Va revelar que Johnson la va deixar "per un home, un noi, realment. Ell és el ballarí principal." La parella es va separar el 1961 i el seu divorci es va concretar el 1968.
En contrast amb la seva imatge a la pantalla "alegre Van", Eve va afirmar que estava malhumorat a causa dels seus difícils primers anys. Va informar que tenia poca tolerància a les coses desagradables i que entrava a la seva habitació i s'aïllava al més mínim indici de problemes. Va tenir una relació difícil amb el seu pare en créixer, i es va allunyar de la seva filla en el moment de la seva mort.

## Darrers anys i mort

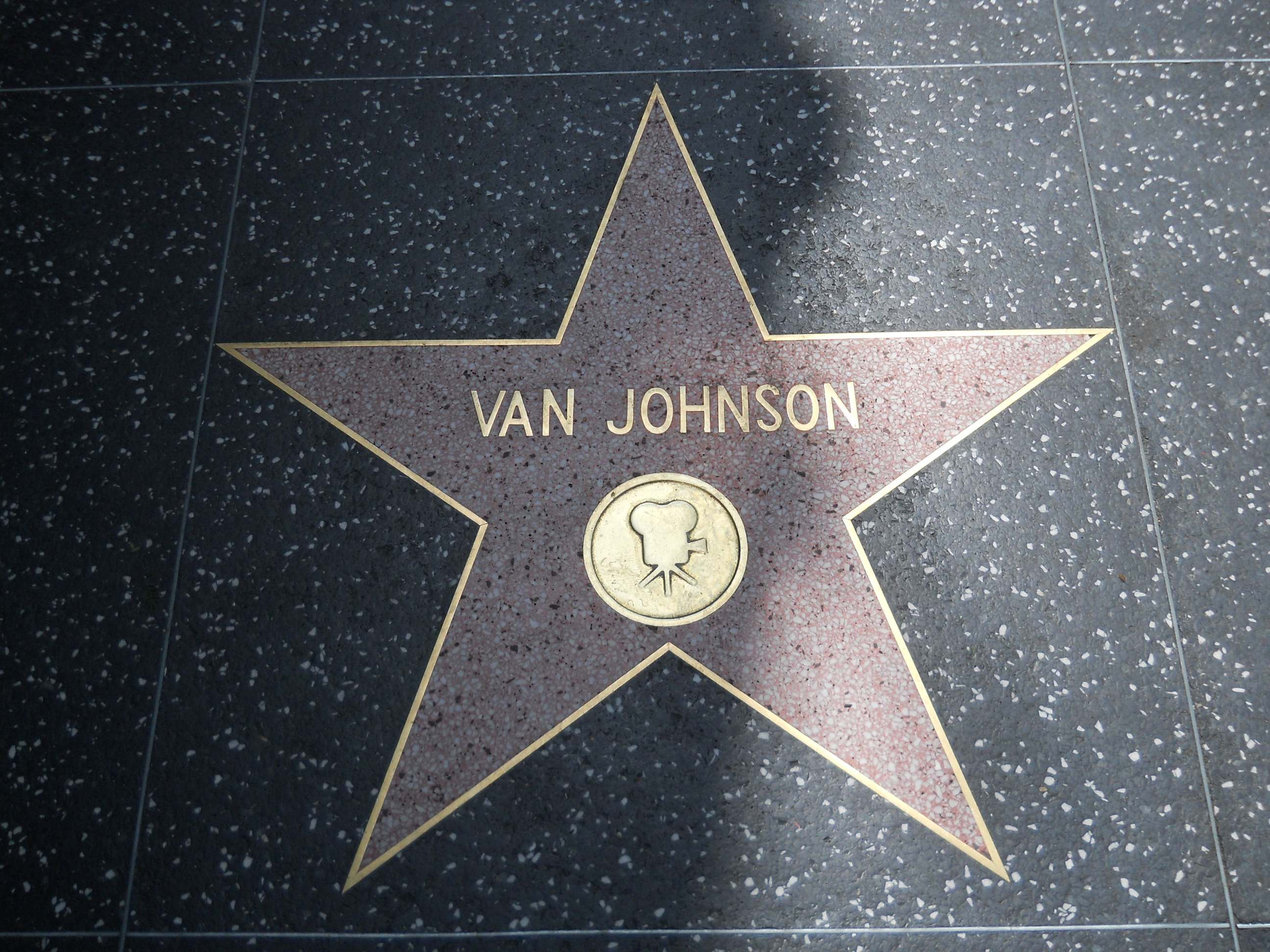
Estrella al Passeig de la Fama de Hollywood al 6600 Hollywood Blvd.

Johnson es va retirar de l'actuació a principis de la dècada de 1990 i va viure en un àtic al 405 East 54th Street a l'East Side de Manhattan. Es va traslladar a Tappan Zee Manor l'any 2002, una instal·lació de vida assistida a Nyack (Nova York). Hi va morir el 12 de desembre de 2008, als 92 anys. Les seves restes van ser cremades.

## Llegat
Johnson mai va ser nominat per a un Premi Oscar i, durant l'apogeu de la seva carrera, es va destacar principalment per la seva alegre presència a la pantalla. Reflexionant sobre la seva carrera després de la seva mort, un crític va observar que Johnson era "capaç d'una actuació digna d'un Oscar, i això és més del que poden afirmar la majoria de les estrelles de cinema". Per la seva contribució a la industria cinematogràfica, Johnson té una estrella al Passeig de la Fama de Hollywood al 6600 Hollywood Blvd.

## Filmografia
| Any  | Títol                                       | Paper                                         | Notes |
| ---- | ------------------------------------------- | --------------------------------------------- | --- |
| 1940 | Too Many Girls                              | noi del cor #41                               | Adaptació de musical de Broadway protagonitzat per Lucille Ball i amb Desi Arnaz; sense acreditar en cor. |
| 1942 | Murder in the Big House                     | Bert Bell                                     | |
| 1942 | For the Common Defense!                     | Agent Pritchard                               | Curtmetratge.                                                                                             |
| 1942 | Somewhere I'll Find You                     | Tinent Wade Hall                              | Sense acreditar.                                                                                          |
| 1942 | The War Against Mrs. Hadley                 | Michael Fitzpatrick                           | |
| 1942 | Dr. Gillespie's New Assistant               | Dr. Randall 'Red' Adams                       | |
| 1943 | The Human Comedy                            | Marcus Macauley                               | |
| 1943 | Dr. Gillespie's Criminal Case               | Dr. Randall 'Red' Adams                       | |
| 1943 | Pilot No. 5                                 | Everett Arnold                                | |
| 1943 | Madame Curie                                | Reporter                                      | |
| 1943 | A Guy Named Joe                             | Ted Randall                                   | Va patir un accident de cotxe desfigurant en el moment de la producció – vegeu el text.                   |
| 1944 | Two Girls and a Sailor                      | John Dyckman Brown III                        | |
| 1944 | The White Cliffs of Dover                   | Sam Bennett                                   | |
| 1944 | 3 Men in White                              | Dr. Randall 'Red' Ames                        | |
| 1944 | Thirty Seconds Over Tokyo                   | Ted W. Lawson                                 | |
| 1945 | Between Two Women                           | Dr. Randall 'Red' Adams                       | |
| 1945 | Thrill of a Romance                         | Major Thomas Milvaine                         | |
| 1945 | Week-End at the Waldorf                     | Captain James Hollis                          | |
| 1946 | Easy to Wed                                 | William Stevens 'Bill' Chandler               | |
| 1946 | No Leave, No Love                           | Sergeant Michael Hanlon                       | |
| 1946 | Till the Clouds Roll By                     | Bandleader in Elite Club                      | |
| 1947 | High Barbaree                               | Alec Brooke                                   | |
| 1947 | The Romance of Rosy Ridge                   | Henry Carson                                  | |
| 1948 | The Bride Goes Wild                         | Greg Rawlings                                 | |
| 1948 | State of the Union                          | Spike McManus                                 | Títol alternatiu: The World and His Wife                                                                  |
| 1948 | Command Decision                            | Sergent tècnic Immanuel T. Evans              | |
| 1949 | Mother Is a Freshman                        | Professor Richard Michaels                    | Títol alternatiu: Mother Knows Best                                                                       |
| 1949 | Scene of the Crime                          | Mike Conovan                                  | |
| 1949 | In the Good Old Summertime                  | Andrew Delby Larkin                           | M-G-M musical coprotagonitzat per Judy Garland.                                                           |
| 1949 | Battleground                                | Holley                                        | |
| 1950 | The Big Hangover                            | David Muldon                                  | |
| 1950 | Duchess of Idaho                            | Dick Layne                                    | |
| 1951 | Grounds for Marriage                        | Dr. Lincoln I. Bartlett                       | |
| 1951 | Three Guys Named Mike                       | Mike Lawrence                                 | |
| 1951 | Go for Broke!                               | Tinent Michael Grayson                        | |
| 1951 | It's a Big Country                          | Rev. Adam Burch                               | |
| 1951 | Too Young to Kiss                           | Eric Wainwright                               | |
| 1952 | Invitation                                  | Daniel I. "Dan" Pierce                        | |
| 1952 | When in Rome                                | Father John X. Halligan                       | |
| 1952 | Washington Story                            | Joseph T. Gresham                             | |
| 1952 | Plymouth Adventure                          | John Alden                                    | |
| 1953 | Confidentially Connie                       | Joe Bedloe                                    | |
| 1953 | Remains to Be Seen                          | Waldo Williams                                | |
| 1953 | Easy to Love                                | Ray Lloyd                                     | |
| 1954 | Siege at Red River                          | Capt. James S. Simmons / Jim Farraday         | |
| 1954 | Men of the Fighting Lady                    | Lt. (JG) Howard Thayer                        | |
| 1954 | El motí del Caine                           | Lt. Stephen Maryk, USNR                       | |
| 1954 | Brigadoon                                   | Jeff Douglas                                  | |
| 1954 | L'última vegada que vaig veure París        | Charles Wills                                 | |
| 1955 | The End of the Affair                       | Maurice Bendrix                               | |
| 1956 | The Bottom of the Bottle                    | Donald Martin / Eric Bell                     | |
| 1956 | Miracle in the Rain                         | Pvt 1st class Arthur Hugenon                  | |
| 1956 | 23 Paces to Baker Street                    | Phillip Hannon                                | |
| 1957 | Slander                                     | Scott Ethan Martin                            | |
| 1957 | Kelly and Me                                | Len Carmody                                   | |
| 1957 | Action of the Tiger                         | Carson                                        | |
| 1959 | The Last Blitzkrieg                         | Lt. Hans Von Kroner / Sgt. Leonard Richardson | |
| 1959 | Subway in the Sky                           | Major Baxter Grant                            | |
| 1959 | Beyond This Place                           | Paul Mathry                                   | |
| 1960 | The Enemy General                           | Allan Lemaire (agent OSS)                     | |
| 1963 | Wives and Lovers                            | Bill Austin                                   | |
| 1966 | The Doomsday Flight                         | Capità Anderson, Pilot                        | Telefilm escrit Rod Serling sobre una amenaça de bomba a un avió.                                         |
| 1967 | Divorce American Style                      | Al Yearling                                   | |
| 1968 | Where Angels Go, Trouble Follows            | Father Chase                                  | |
| 1968 | Teus, meus i nostres (Yours, Mine and Ours) | Warrant Officer Darrel Harrison               | Comèdia familiar amb Lucille Ball i Henry Fonda.                                                          |
| 1969 | La battaglia d'Inghilterra                  | Mariscal de l’aire George Taylor              | |
| 1969 | The Price of Power                          | President James Garfield                      | Títol alternatius: La muerte de un presidente / Texas.                                                    |
| 1971 | Eye of the Spider                           | Professor Orson Krüger                        | Títol alternatiu: L'occhio del ragno.                                                                     |
| 1979 | The Concorde Affair                         | Capità Scott                                  | Títol alternatiu: Concorde Affaire '79.                                                                   |
| 1979 | Da Corleone a Brooklyn                      | Tinent Sturges                                | Títol alternatius: The Sicilian Boss.                                                                     |
| 1980 | The Kidnapping of the President             | Vice President Ethan Richards                 | |
| 1982 | Scorpion with Two Tails                     | Mulligan – pare de Joan                       | |
| 1985 | La rosa porpra del Caire                    | Larry Wilde                                   | Comèdia escrita i dirigida per Woody Allen.                                                               |
| 1988 | Laggiù nella giungla                        | Professor                                     | |
| 1988 | Taxi Killer                                 | Tinent de policia R. Bradford                 | |
| 1989 | Killer Crocodile                            | Jutge                                         | |
| 1990 | Fuga dal paradiso                           | Vell narrador                                 | |
| 1991 | Delta Force Commando II: Priority Red One   | Gen. McCailland                               | |
| 1992 | Clowning Around                             | Mr. Ranthow                                   | |
| 1992 | Three Days to a Kill                        | Comm. Howard                                  | (Darrera pel·lícula)                                                                                      |

| Any       | Títol                           | Paper              | Notes                                                                                               |
| --------- | ------------------------------- | ------------------ | --------------------------------------------------------------------------------------------------- |
| 1955      | I Love Lucy                     | Ell mateix         | Episodi: "The Dancing Star"                                                                         |
| 1957      | The Pied Piper of Hamelin       | Pied Piper/Truson  | especial de televisió                                                                               |
| 1959      | Dick Powell's Zane Grey Theatre | Frank Gilette      | Episodi: "Deadfall"                                                                                 |
| 1960      | General Electric Theater        | Jimmy Devlin       | Episodi: "At Your Service"                                                                          |
| 1960      | The Ann Sothern Show            | Terry Tyler        | Episodi: "Loving Arms"                                                                              |
| 1965      | Ben Casey                       | Frank Dawson       | Episodi: "A Man, a Maid, and a Marionette"                                                          |
| 1966      | Batman                          | The Minstrel       | Episodis: "The Minstrel's Shakedown" / "Barbecued Batman?"                                          |
| 1967      | The Danny Thomas Hour           | Charlie Snow       | Episodi: "Is Charlie Coming?"                                                                       |
| 1968      | Here's Lucy                     | Ell mateix         | Episodi: "Guess Who Owes Lucy $23.50?"                                                              |
| 1971      | The Men from Shiloh             | Alonzo             | Episodi: "The Angus Killer"                                                                         |
| 1971      | The Doris Day Show              | Charlie Webb       | Episodis: "Cousin Charlie" / "The Albatross"                                                        |
| 1971      | Love, American Style            | Don                | Segment: "Love and the House Bachelor"                                                              |
| 1972      | Maude                           | Henry              | Episodi: "Flashback"                                                                                |
| 1974      | McCloud                         | Dan Kiley          | Episodi: "This Must Be the Alamo"                                                                   |
| 1974      | McMillan & Wife                 | Harry Jerome       | Episodi: "Downshift to Danger"                                                                      |
| 1974      | The Girl on the Late, Late Show |                    | TV movie                                                                                            |
| 1976      | Rich Man, Poor Man              | Marsh Goodwin      | Minisèrie Nominat: Premi Primetime Emmy al millor actor protagonista en minisèrie o pel·lícula      |
| 1976      | Rich Man, Poor Man Book II      | Marsh Goodwin      | Minisèrie                                                                                           |
| 1977      | Quincy, M.E.                    | Al Ringerman       | Episodis: "Snake Eyes" (Parts 1 & 2)                                                                |
| 1978      | The Love Boat                   | Diversos papers    | Segments: "Man of the Cloth" / "Her Own Two Feet" / "Tony's Family"                                 |
| 1982      | One Day at a Time               | Gus Webster        | Episodi: "Grandma's Nest Egg"                                                                       |
| 1982      | The Love Boat                   | Diversos papers    | Segments: "The Musical" / "My Ex-Mom" / "The Show Must Go On" / "The Pest" / "My Aunt, the Worrier" |
| 1983      | The Forgotten Story             | Perry              | Minisèrie                                                                                           |
| 1983      | Tales of the Unexpected         | Gerry T. Armstrong | Episodi: "Down Among the Sheltering Palms"                                                          |
| 1984–1990 | S'ha escrit un crim             | Diversos papers    | Episodis: "Hannigan's Wake" / "Menace, Anyone?" / "Hit, Run and Homicide"                           |
| 1988      | Alfred Hitchcock Presents       | Art Bellasco       | Episodi: "Killer Takes All"                                                                         |
| 1989      | Coming of Age                   | "Red" Pepper       | Episodi: "Pauline et Rouge"                                                                         |

### Rànquing de taquilla
Durant uns quants anys, els exhibidors de cinema van votar Johnson entre les estrelles més populars del país:
- 1945 - 2n (EUA)
- 1946 – 3r (EUA)
- 1950 – 18 (EUA)
- 1951 – 24 (EUA)

## Teatre
| Any              | Títol                                            |
| ---------------- | ------------------------------------------------ |
| 1936             | Eight Men in Manhattan                           |
| 1936             | New Faces of 1936                                |
| 1939             | Too Many Girls                                   |
| 1940             | Pal Joey                                         |
| 1961–63; 1973    | The Music Man                                    |
| 1962             | Come On Strong                                   |
| 1963             | Bye Bye Birdie                                   |
| 1963; 1971       | Damn Yankees                                     |
| 1963             | Guys and Dolls                                   |
| 1964             | A Thousand Clowns                                |
| 1965             | Mating Dance                                     |
| 1966             | On a Clear Day You Can See Forever               |
| 1968             | Bells Are Ringing                                |
| 1968             | The Great Sebastians                             |
| 1968; 1971; 1974 | There's a Girl in My Soup (obra de teatre)       |
| 1970             | Forty Carats                                     |
| 1972; 1974       | Help Stamp Out Marriage                          |
| 1974             | 6 Rms Riv Vu                                     |
| 1975             | Boeing-Boeing                                    |
| 1977             | How to Succeed in Business Without Really Trying |
| 1980             | Tribute                                          |
| 1983             | No, No, Nanette                                  |
| 1985             | La Cage aux Folles                               |
| 1991             | Showboat                                         |